# Distrito electoral federal 5 de Sonora

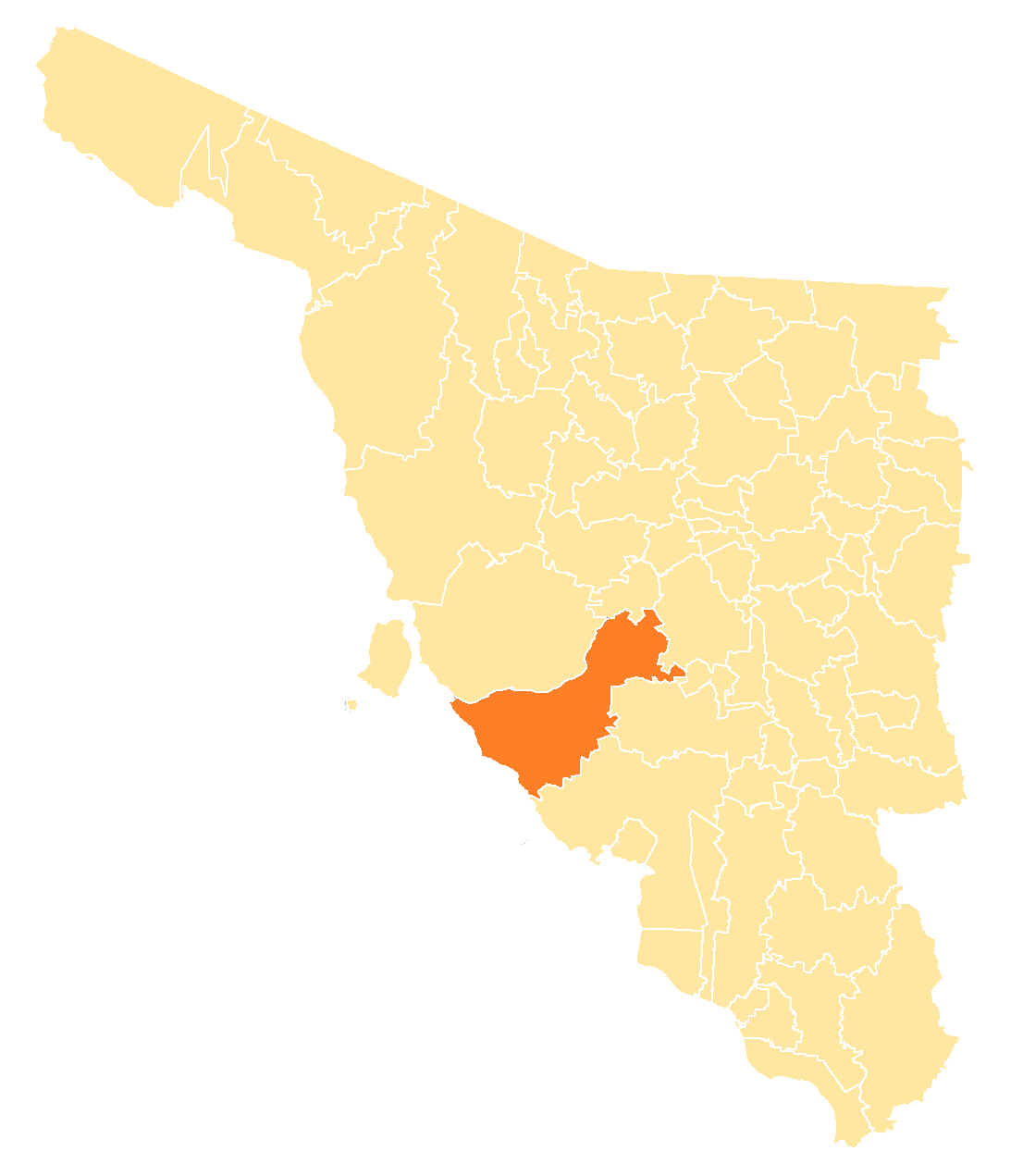
Mapa del medio municipio que compone el Quinto Distrito Electoral Federal de Sonora.

El V Distrito Electoral Federal de Sonora es uno de los 300 Distritos Electorales en los que se encuentra dividido el territorio de México y uno de los 7 en los que se divide el estado de Sonora. Su cabecera es la ciudad de Hermosillo, capital del estado.
El Quinto Distrito de Sonora está formando por el territorio sur y este del municipio de Hermosillo.

## Distritaciones anteriores

### Distritación 1996 - 2005
Entre 1996 y 2005 el territorio estaba formado por aproximadamente la mitad sur del municipio de Hermosillo.

## Diputados por el distrito
- LI Legislatura
  - (1979 - 1982): Salomón Faz Sánchez
- LII Legislatura
  - (1982 - 1985): Ricardo Castillo Peralta
- LIII Legislatura
  - (1985 - 1988): Ismael Torres Díaz
- LIV Legislatura
  - (1988 - 1991): Víctor Hugo Celaya Celaya
- LV Legislatura
  - (1991 - 1994): Luis Moreno Bustamante
- LVI Legislatura
  - (1994 - 1997): Leobardo Aguirre Corral
- LVII Legislatura
  - (1997 - 2000): Héctor Larios Córdova
- LVIII Legislatura
  - (2000 - 2003): María Isabel Velasco Ramos
- LIX Legislatura
  - (2003 - 2006): Gustavo Adolfo de Unanue
- LX Legislatura
  - (2006 - 2009): Luis Fernando Rodríguez Ahumada
- LXI Legislatura
  - (2009 - 2012): Manuel Ignacio Acosta Gutiérrez
- LXII Legislatura
  - (2012 - 2015): Damián Zepeda Vidales
- LXIII Legislatura
  - (2015 - 2018): Ulises Cristopulos Ríos
- LXIV Legislatura
  - (2018 - 2021): Wendy Briceño Zuloaga
- LXV Legislatura
  - (2021): Wendy Briceño Zuloaga 
  - (2021 - 2024): Judith Tanori Córdova
- LXVI Legislatura
  - (2024 - 2027): Jacobo Mendoza Ruiz

## Resultados electorales

### 2015
|  | 38.73 % |

|  | 42.99 % |

|  | 2.06 % |

|  | 1.25 % |

|  | 2.70 % |

|  | 2.19 % |

|  | 3.62 % |

|  | 01.03 % |

|  | 1.76 % |

|  | 0.06 % |

|  | 3.61 % |

|  | 100.00 % |

### 2012
|  | 49.70 % |

|  | 33.08 % |

|  | 08.96 % |

|  | 01.15 % |

|  | 01.54 % |

|  | 00.08 % |

|  | 05.49 % |

|  | 100.0 % |